# Othello-szindróma

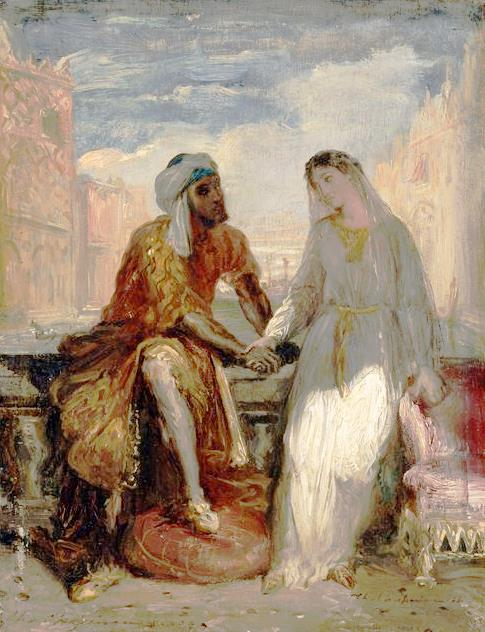
Théodore Chassériau: Othello és Desdemona Velencében

Az Othello-szindróma, valamint a coniugalis (házastársi) paranoia (üldözéses téveszme) kifejezéseket a kóros féltékenység elnevezésére használják. A féltékeny személyek minden apró dologból azt hiszik, hogy párjuk megcsalja őket. Számukra egyértelmű következtetéseket vonnak le mindenből.  
A betegség William Shakespeare Othello című művének főszereplőjéről, Othellóról kapta a nevét, aki túlzottan féltékenykedett hűséges feleségére, ezáltal kinevettette magát mindenki előtt. 
A féltékenység patológiás esetben akár pusztító is lehet; tettlegességig, akár még emberölésig is fajulhat. Othello-szindrómás személyeknél gyakran előfordulhatnak vizuális (és esetenként auditoros) hallucinációk, amelyben a féltett társat éppen más személy karjai közt látja a beteg.
Számos kultúrában megfigyelhető, hogy míg a nők számára elfogadható, ha megcsalja őket férjük, addig a férfiakat nagy szégyen éri, ha „felszarvazzák őket”, ezért a nők hűtlenségét akár erőszakkal is viszonozhatják. Ebből az okból kifolyólag sok Othello-szindrómás páciens férfi.

## A féltékenység általános jellemzői
A féltékenység minden kultúrában ismert jelenség, amely mindkét nemre jellemző, ám eltérések mutathatók ki a férfiak és a nők között annak tekintetében, hogy mi váltja ki ezt a jelenséget. Míg a nők inkább társuk egy másik nő iránti érzelmi közeledését tekintik féltékenységük okának, addig a férfiak a szexuális aktusra féltékenykednek jobban.
A féltékenység olyan kognitív, érzelmi és motivációs változásokat okoz, ami irányítja a figyelmet, emlékeket idéz fel, eltereli egy meghatározott irányba a gondolatokat, valamint védekező viselkedésre ösztönöz.

## A féltékenység evolúciós magyarázata
Bízhatunk a párunk sírig tartó hűségében, miközben megcsal bennünket, és alaptanul is gyanakodhatunk párunk hűtlenségére. Az evolúció folyamán a féltékenység, mint egyfajta védekező mechanizmus alakult ki a hűtlenségre: ha alaptalanul hűtlenséggel vádoljuk párunkat, valószínűleg veszekedések következnek be a párkapcsolatban, ugyanakkor ezután a társunk jobban ki fogja mutatni hűségét. Ha viszont nem vesszük észre a hűtlenséget, egy idő után új párt kell keresnünk magunknak, ami nagyobb energia-befektetéssel jár. Tehát a természetes szelekció a féltékenységből adódó „óvatos tévedést” támogatja.

## Hűtlenségére utaló jelek
- Az impotencia (erectilis dysfunctio), különböző erekciós zavarok, valamint a férfiklimax növelheti a nő hűtlenségre való hajlamát, s ezáltal a férfi féltékenységét is. Meg kell azonban jegyezni, hogy egy átmeneti impotens korszak nincs ilyen hatással, csak a hosszabb, ismétlődő periódusok növelik a megcsalás esélyét.
- A nők szexuális kielégületlensége is arra sarkalhatja a nőket, hogy odébbálljanak, és egy új partnert találjanak maguknak. Ebben az esetben is fellép a féltékenység, esetleg kóros formájában. Minden esetben a gyanakvást egyfajta védekező stratégiának foghatjuk fel, ami azt a célt szolgálja, hogy ne hagyják el a féltékenykedő személyt.
- A nők nemi vágyának csökkenése a férfit arra a feltételezésre ösztönzi, hogy valamilyen zavar lépett fel a kapcsolatban, és ez a diszfunkció jele. Ebben az esetben gondolhatja úgy, hogy párja más férfiak társaságában találja meg a boldogságot, és ismét kialakul a féltékenység

## Összefüggések
- Már Krafft-Ebing 1905-ben kimutatta, hogy az alkoholizmus jelentős mértékben összefügg a kóros féltékenységgel. Az általa vizsgált alkoholisták 80 százalékáról kimutatta, hogy betegesen féltékenyek és olyan üldözéses téveszméik vannak, amelyek jól rögzültek. Későbbi kutatások kisebb mértékű összefüggést találtak, de nyilvánvaló, hogy kapcsolatba hozható az alkoholizmus a kóros féltékenységgel. Ennek az az oka, hogy az alkohol oldja a gátlásokat, ezáltal utat enged az indulatoknak, valamint gyanakvást szül a semmiből, eltorzítja az észlelést és kisiklatja a logikát, továbbá potenciazavarokat is okoz. Kimutatták, hogy a házasságukat féltő férfiak hajlamosabbak az alkoholfogyasztásra, továbbá részegen gyakran erőszakoskodnak feleségükkel, ami a kapcsolat elhidegülését, és ezáltal a féltékenykedést erősíti.

- Bebizonyították, hogy féltékenységet válthat ki a házastársak vonzereje közötti különbség is, mivel a kevésbé kívánatos (vagy kevésbé annak tartott) fél hamarabb érzi magát veszélyben, ezért hajlamosabb jobban félteni a kapcsolatot. Gyakran találkozunk ezzel az esettel, amikor az egyik fél hirtelen jobb munkahelyi pozícióba kerül, vagy tartósan megbetegszik.

- Növeli a féltékenységre való hajlamot, ha az egyén szembesül szülei hűtlenségével, esetleg rajtakapja őket, ugyanis az a tudat alakul ki benne, hogy a társban nem lehet megbízni. Ugyanilyen befolyásoló tényezőnek bizonyult az előző párkapcsolatban megtapasztalt hűtlenség is.

## Összegzés
A féltékenység voltaképpen potenciális hűtlenségre való jelzésekre reagál, mint például az erekciós zavarok, a kölcsönös kielégülés hiánya, vagy a társak közötti presztízskülönbségek fokozódása. A féltékenység összetett reakció, ugyanis társas, kognitív és személyiségpszichológiai jelenség is, aminek kétségkívül fejlődési jellegzetességei is vannak.